# Игра са животињама
Игра са животињама (порт. Jogo do bicho) је нелегална коцкарска бразилска игра, забрањена законом од 1946, мада свакако популарна широм земље. Игра је лутријског типа којом управљају мафијаши на регионалној основи свакодневним извлачењем државне лутрије, познати као „банкари” (порт. Bicheiros такође и Banquerios). Упркос њеној популарности, поготово у Рио де Жанеиру, нелегална је у 25 од 26 држава Бразила, а они који су умешани могу бити кривично гоњени. Параиба је једина држава где је игра легална и регулисана, иако је коцкање забрањено законом. За разлику од већине државних лутрија, у Игри са животињама се може уложити било који износ.

## Историја
Игру је основао барон Жоао Батиста Виана Дрaмонд (порт. João Batista Viana Drummond), Енглез рођен у Бразилу, оснивач зоолошког врта Рио де Жанеира. Ради рекламе, Драмонд је подстакао посетиоце зоолошког врта да погоде идентитет животиње скривене иза завесе, након чега би доделио награде победницима. Временом је игра погађања постала популарна игра бројева, са различитим бројевима додељеним 25 животиња.
Опкладе су убрзо након тога давали и људи изван зоолошког врта. Након неколико месеци, власти су направиле први покушај забране игре, али се она пребацила у град где је наставила да се развија. Радјард Киплинг, током посете Рију 1920-их, писао је о кладионичарима како лутају улицама носећи плакате са живописним сликама животиња.
Игра је постала популарна јер је прихватала опкладе без обзира на суму новца, у време када се већина Бразилаца борила са великом економском кризом.
Наредних деценија се политика толеранције игре мењала неконзистентним кампањама за сузбијање коцкања, понекад мотивисане корупцијом. Коцкање је 1946. године забрањено савезним законом, али је игра наставила да се развија у илегали.
Почетком раних 1990-их, банкари су постали активни у бинго салама, видео покеру и на слот-машинама, активности које се у Бразилу зову „ловци на никл” (порт. caça-níqueis).
Њујорк Тајмс (енгл. New York Times) је 2007. објавио да је нелегална игра била актуелна свуда по Бразилу, посебно у Рио де Жанеиру, одакле је целом шемом управљало десетак шефова, такозваних банкара.

### У Параиби
Параиба је једина држава у којој је игра легализована на државном нивоу, упркос закону који то забрањује. Игра је регулисана државном лутријом Параибе, која лиценцира банкаре као агенте, како би се избегло повезивање игре са организованим криминалом. Жоао Песоа, главни град Параибе, има 15 овлашћених места која плаћају месечни порез државној лутрији у зависности од обима посла и регије. Извлачење се врши три пута дневно у згради државне лутрије Параибе и преноси се преко званичног државног радија.

## Кривичне пријаве и политичке везе
Будући да је у игру умешана велика количина новца изван владине контроле, привукла је пажњу корумпираних званичника, од којих се одређени број удружује са шефовима. Шефови су заинтересовани за отпуштање владе и уклањање људи који се активно противе игри.
Ради подстицања јавне подршке, шефови део своје огромне зараде улажу у активности попут финансирања школа самбе и фудбалских клубова. Почетком 1970-их па до данас, готово све школе самбе у Рио Де Жанеиру су под контролом шефова банкара (порт. Bicheiros). Два фудбалска клуба позната по својој повезаности са шефовима били су Бангу (са Кастором де Андрадом) и Ботафого (са Емилом Пинхером).
„Игра са животињама је дубоко уграђен културни феномен са посебним романтичним духом и због тога ју је тешко искоренити, такође је и бразилски начин прања новца који доприноси проблему некажњавања у овој земљи”, изјавила је Денис Фросард, бивша суткиња која се прославила тако што је послала 14 банкара у затвор 1993. године. Банкари су ухапшени због злочиначког удруживања и оснивања наоружаних банди. Према тужиоцу Антонију Карлосу Бискаји, банкари су основали удружење чији је главни циљ корумпирање власти и полиције, као и елиминација 130 људи. Надзорник овог удружења био је Кастор де Андраде. Осуђени су на по шест година, максималну казну за утеривање дугова, али су сви у децембру 1996. или изашли из затвора, стекли условну казнy или добили помиловање.
У марту 1994. године, полиција је извршила рацију на упориште Кастора де Андраде у Бангуу. Запленили су 200 књига са рачунима и 167 рачунарских дискета. Умешани су били бивши председник Фернандо Колор де Мело, гувернер Рија Нило Батиста, градоначелник Сао Паула Пауло Малуф, градоначелник Рија Цезар Маја, седам предузетника, три судије, 12 конгресмена и седам скупштинских посланика, као и 25 полицијских комесара и 100 полицајаца.
Рације федералне полиције откриле су велике исплате судијама, полицајцима, тужиоцима и адвокатима од стране шефова који воде игру. Заплењена је гомила докумената и одузето је 6 милиона америчких долара у готовини.
Често се расправљало о могућности легализације игре, али никада није донета практична одлука.

## Структура
Хијерархија игре је задржала облик од самог почетка: банкари (порт. banqueiros), менаџери (порт. gerentes) и дилери (порт. vendedores). Иста та хијерархија је касније опонашана ради организовања трговине дрогом и других врста организованог криминала у Бразилу. 
Опкладе се узимају на понтосима (продајним местима) где дилери прикупљају новац и воде евиденцију о опкладама. Опкладе и новац се шаљу централном оператеру (порт. banca), где се врши извлачење. Ни понтосима ни банкама није потребан фиксни оперативни центар. Већина понтоса су обичне столице или дрвене кутије на којима трговци седе преко дана. 
Извлачења се обично одржавају у 14:00 часова, добитни бројеви се одмах шаљу таксијем и бициклом, а затим се испишу на за то предвиђеним зидовима и бандерама. Након извлачења бројева, телефонске линије постану толико преоптерећене да руководиоци телефонских компанија то називају „бишо сатом”.
Међутим, извлачење није фер: ако се превише људи клади на дати број, он се уклања како би се спречио банкрот (порт. quebra da banca). То је неопходно јер већина банака послује са малим ресурсима, а њихови власници не желе да улажу своја лична средства да би платили опкладе.

## Опис игре

### Животиње
Назив игре произлази из мнемоничке асоцијације извучених бројева са случајним избором од 25 животиња:
| Група          | 01             | 01             | 01             | 01             | 02              | 02              | 02              | 02              | 03              | 03              | 03              | 03              | 04                 | 04                 | 04                 | 04                 | 05                | 05                | 05                | 05                |
| -------------- | -------------- | -------------- | -------------- | -------------- | --------------- | --------------- | --------------- | --------------- | --------------- | --------------- | --------------- | --------------- | ------------------ | ------------------ | ------------------ | ------------------ | ----------------- | ----------------- | ----------------- | ----------------- |
| Животиња       | Avestruz (Ној) | Avestruz (Ној) | Avestruz (Ној) | Avestruz (Ној) | Águia (Орао)    | Águia (Орао)    | Águia (Орао)    | Águia (Орао)    | Burro (Магарац) | Burro (Магарац) | Burro (Магарац) | Burro (Магарац) | Borboleta (Лептир) | Borboleta (Лептир) | Borboleta (Лептир) | Borboleta (Лептир) | Cachorro (Пас)    | Cachorro (Пас)    | Cachorro (Пас)    | Cachorro (Пас)    |
| Серија бројева | 01             | 02             | 03             | 04             | 05              | 06              | 07              | 08              | 09              | 10              | 11              | 12              | 13                 | 14                 | 15                 | 16                 | 17                | 18                | 19                | 20                |
| Група          | 06             | 06             | 06             | 06             | 07              | 07              | 07              | 07              | 08              | 08              | 08              | 08              | 09                 | 09                 | 09                 | 09                 | 10                | 10                | 10                | 10                |
| Животиња       | Cabra (Коза)   | Cabra (Коза)   | Cabra (Коза)   | Cabra (Коза)   | Carneiro (Ован) | Carneiro (Ован) | Carneiro (Ован) | Carneiro (Ован) | Camelo (Камила) | Camelo (Камила) | Camelo (Камила) | Camelo (Камила) | Cobra (Змија)      | Cobra (Змија)      | Cobra (Змија)      | Cobra (Змија)      | Coelho (Зец)      | Coelho (Зец)      | Coelho (Зец)      | Coelho (Зец)      |
| Серија бројева | 21             | 22             | 23             | 24             | 25              | 26              | 27              | 28              | 29              | 30              | 31              | 32              | 33                 | 34                 | 35                 | 36                 | 37                | 38                | 39                | 40                |
| Група          | 11             | 11             | 11             | 11             | 12              | 12              | 12              | 12              | 13              | 13              | 13              | 13              | 14                 | 14                 | 14                 | 14                 | 15                | 15                | 15                | 15                |
| Животиња       | Cavalo (Коњ)   | Cavalo (Коњ)   | Cavalo (Коњ)   | Cavalo (Коњ)   | Elefante (Слон) | Elefante (Слон) | Elefante (Слон) | Elefante (Слон) | Galo (Петао)    | Galo (Петао)    | Galo (Петао)    | Galo (Петао)    | Gato (Мачка)       | Gato (Мачка)       | Gato (Мачка)       | Gato (Мачка)       | Jacaré (Алигатор) | Jacaré (Алигатор) | Jacaré (Алигатор) | Jacaré (Алигатор) |
| Серија бројева | 41             | 42             | 43             | 44             | 45              | 46              | 47              | 48              | 49              | 50              | 51              | 52              | 53                 | 54                 | 55                 | 56                 | 57                | 58                | 59                | 60                |
| Група          | 16             | 16             | 16             | 16             | 17              | 17              | 17              | 17              | 18              | 18              | 18              | 18              | 19                 | 19                 | 19                 | 19                 | 20                | 20                | 20                | 20                |
| Животиња       | Leão (Лав)     | Leão (Лав)     | Leão (Лав)     | Leão (Лав)     | Macaco (Мајмун) | Macaco (Мајмун) | Macaco (Мајмун) | Macaco (Мајмун) | Porco (Свиња)   | Porco (Свиња)   | Porco (Свиња)   | Porco (Свиња)   | Pavão (Паун)       | Pavão (Паун)       | Pavão (Паун)       | Pavão (Паун)       | Peru (Ћурка)      | Peru (Ћурка)      | Peru (Ћурка)      | Peru (Ћурка)      |
| Серија бројева | 61             | 62             | 63             | 64             | 65              | 66              | 67              | 68              | 69              | 70              | 71              | 72              | 73                 | 74                 | 75                 | 76                 | 77                | 78                | 79                | 80                |
| Група          | 21             | 21             | 21             | 21             | 22              | 22              | 22              | 22              | 23              | 23              | 23              | 23              | 24                 | 24                 | 24                 | 24                 | 25                | 25                | 25                | 25                |
| Животиња       | Touro (Бик)    | Touro (Бик)    | Touro (Бик)    | Touro (Бик)    | Tigre (Тигар)   | Tigre (Тигар)   | Tigre (Тигар)   | Tigre (Тигар)   | Urso (Медвед)   | Urso (Медвед)   | Urso (Медвед)   | Urso (Медвед)   | Veado (Јелен)      | Veado (Јелен)      | Veado (Јелен)      | Veado (Јелен)      | Vaca (Крава)      | Vaca (Крава)      | Vaca (Крава)      | Vaca (Крава)      |
| Серија бројева | 81             | 82             | 83             | 84             | 85              | 86              | 87              | 88              | 89              | 90              | 91              | 92              | 93                 | 94                 | 95                 | 96                 | 97                | 98                | 99                | 100               |

### Сујеверја
Деценијама су се развијала разна сујеверја око одабира праве животиње, а главна тема већине су снови. Коњ, на пример, може бити назначен сном коња, пшенице, млека, или нагих жена. Слон је повезан са смрћу, а кад год се догоди саобраћајна несрећа са аутомобилом који на регистарским таблицама има један од бројева слона (45—48), клађење буде велико. Када су новине из Рија 1960-их објавиле слику искочене локомотиве, толико се људи кладило на последње четири цифре њеног регистарског броја да су банкари били приморани да упозоре немогућност исплате квота уколико дође до победе.

### Опкладе и награде
Свакој од 25 животиња додељен је низ од четири узастопна броја између 1 и 100. Најчешћи начин игре представља клађење једног реала на животињу, али такође се може одабрати комбинација бројева и цифара које су означене од стране животиња. Четири утврђене награде су следеће:
- Cabeça („глава”): Опклада на четири броја између 00 и 99, представљена животињом; враћа 25:1
- Dezena („десетка”): Улог на број од 00 до 99; враћа 100:1
- Centena („стотка”): Улог на број од 000 до 999; враћа 1000:1
- Milhar („хиљадарка”): Улог на број од 0000 до 9999; враћа 10000:1

Ако последња два броја у извлачењу дневне државне лутрије чине један од четири броја повезана са животињом, банкари ће исплатити 15 реала за опкладу од 1 реала.

## Културни утицај
Упркос својој илегалности, игра је оставила значајне културне утицаје у бразилском друштву, чак и међу људима који је никада нису играли.
Игра са животињама се сматра директно одговорном за блиску повезаност броја 24 са хомосексуалношћу у Бразилу. У игри је 24 број који се додељује јелену (порт. veado), животињи која је повезана са хомосексуалцима.
Дрес са бројем 24 се строго избегава од стране бразилских спортиста, са ретким изузецима. На пример, фудбалери обично одбијају овај број за своје дресове и изражавају незадовољство када су у обавези да носе 24 на дресу због правила са фиксним бројем на међународним такмичењима.
Број 24 се такође користи у политици, јер многи ЛГБТ кандидати користе 24 у својим кампањама, да би лако били идентификовани. Из истог разлога, хетеросексуални политичари ретко користе тај број, без обзира да ли имају анти-ЛГБТ агенду или не. На пример, у бразилском Сенату, иако постоји 81 сенатор, нико тренутно нема кабинет са бројем 24, нити аутомобилску таблицу са бројем SF-0024 (опције сенаторских таблица иду од SF-0001 до SF-0095, било који доступни број се може произвољно изабрати).
Још један утицај Игре са животињама је употреба речи „зебра”, која добија ново значење, узнемиреност. 1964. године, пре фудбалске утакмице између Португезе (порт. Portuguesa) и Васка да Гаме (порт. Vasco da Gama), менаџеру Португезе, доста слабије екипе, је било упућено питање да ли његов тим може поразити Васку. Жентил Кардозо, менаџер, коментарисао је да би победа Васке била попут извлачења зебре у Игри са животињама. Како у игри нема зебре, његова изјава је изразила немогућност. Португеза је победила утакмицу (са 2-1) и од тада се израз зебра у Бразилу жаргонски користи за нешто што је немогуће, узнемиравајуће.
ФК Трезе (порт. Treze Futebol Clube), фудбалски клуб из Параибе, користи петла као маскоту јер Тrezе значи тринаест, а петао је 13. животиња у Игри са животињама. Још један фудбалски тим са маскотом петла је ФК Атлетико Минеиро (порт. Clube Atlético Mineiro), чији су навијачи очекивали да ће 2013. година бити „година петла”. Атлетико Минеиро је освојио свој први Либертадорес куп 2013. године, потврђујући очекивања својих навијача.